# La saggezza orientale
La saggezza orientale è un'antologia italiana di scritti di Carl Gustav Jung pubblicata dall'editore Bollati Boringhieri nella collana I grandi pensatori, con introduzione di Luigi Aurigemma. Il volume consta di undici saggi su temi di varia natura e occasione che coprono un arco temporale che va dal 1935 al 1955, dedicati soprattutto a investigare le differenze di mentalità fra la cultura orientale e occidentale secondo i due poli già individuati da Jung nel suo Tipi psicologici, riconoscendo all'Est la preminenza del pensiero introverso, rispetto a un Ovest in cui domina l'estroversione. Sono presenti inoltre due commenti psicologici ad altrettante edizioni di testi religiosi tibetani dedicati alla vita post mortem dello spirito (Bardo Tödröl Chenmo), la prefazione scritta per il libro di Daisetsu Teitarō Suzuki, Introduzione al buddhismo zen e per l'edizione de I Ching a cura di R. Wilhelm, e un appunto sull'edizione a cura di K. E. Neumann de I discorsi di Gautama Buddha.

## Contenuto
1. Viaggio in India[1]
2. Commento psicologico al “Bardo Thodol” (il libro tibetano dei morti) (1935/53)
3. Lo yoga e l'Occidente (1936)
4. Il mondo sognante dell'India (1939)
5. Quel che l'India può insegnarci (1939)
6. Commento psicologico al “Libro tibetano della grande liberazione” (1939)
7. Prefazione a D. T. Suzuki, La grande liberazione. Introduzione al buddhismo zen (1939)
8. Psicologia della meditazione orientale (1943)
9. Santi indiani (1944)
10. Prefazione a “I Ching” (1948)
11. K. E. Neumann, I discorsi di Gautama Buddha (1955)

## Edizioni
- C. G. Jung, La saggezza orientale, Bollati Borienghieri, 2012, ISBN 9788833923239